# هيرمان زد. كامينز
هيرمان زد. كامينز (بالإنجليزية: Herman Z. Cummins)‏ هو فيزيائي ومدرس أمريكي، ولد في 23 أبريل 1933 في روتشستر في الولايات المتحدة، وتوفي في 21 أبريل 2010 في نيويورك في الولايات المتحدة.